# Contea di Coffee (Georgia)
La contea di Coffee, in inglese Coffee County, è una contea dello Stato USA della Georgia. Il nome le è stato dato in onore al generale John Coffee. Al censimento del 2000 la popolazione era di 37.413 abitanti. Il suo capoluogo è Douglas.

## Geografia fisica
Lo United States Census Bureau certifica che l'estensione della contea è di 1.561 km², di cui 1.551 km² composti da terra e 10 km² composti di acqua.

## Infrastrutture e trasporti

### Strade
- U.S. Route 221
- U.S. Route 319
- U.S. Route 441
- State Route 31
- State Route 32
- State Route 64
- State Route 90
- State Route 107
- State Route 135
- State Route 158

## Contee confinanti
- Contea di Telfair, Georgia - nord
- Contea di Jeff Davis, Georgia - nord-est
- Contea di Bacon, Georgia - est
- Contea di Ware, Georgia - sud-est
- Contea di Atkinson, Georgia - sud
- Contea di Berrien, Georgia - sud-ovest
- Contea di Irwin, Georgia - ovest
- Contea di Ben Hill, Georgia - ovest

## Storia
La Contea di Coffee venne costituita il 9 febbraio 1854 da parti delle contee di Clinch, Irwin, Telfair e Ware.

## Maggiori città
- Ambrose
- Broxton
- Bushnell
- Douglas
- Lax
- Mora
- Nicholls
- Pridgen
- Upton
- West Green